# 133404 Morogues
133404 Morogues è un asteroide della fascia principale. Scoperto nel 2003, presenta un'orbita caratterizzata da un semiasse maggiore pari a 2,9696305 UA e da un'eccentricità di 0,0758580, inclinata di 2,91720° rispetto all'eclittica.